# Bartolomé de las Casas, Mexiko
Bartolomé de las Casas är en ort i Mexiko.   Den ligger i kommunen La Grandeza och delstaten Chiapas, i den sydöstra delen av landet, 900 km sydost om huvudstaden Mexico City. Bartolomé de las Casas ligger 2 052 meter över havet och antalet invånare är 402.
Terrängen runt Bartolomé de las Casas är bergig åt nordost, men åt sydväst är den kuperad. Runt Bartolomé de las Casas är det ganska tätbefolkat, med 96 invånare per kvadratkilometer. Närmaste större samhälle är El Porvenir de Velasco Suárez, 9,7 km sydväst om Bartolomé de las Casas. I omgivningarna runt Bartolomé de las Casas växer huvudsakligen savannskog.